# Hybomitra opaca
Hybomitra opaca är en tvåvingeart som först beskrevs av Daniel William Coquillett 1904.  Hybomitra opaca ingår i släktet Hybomitra och familjen bromsar. Inga underarter finns listade i Catalogue of Life.